# Jardín Botánico de la Universidad del Estado de Nuevo México
El Jardín Botánico de la Universidad del Estado de Nuevo México, en inglés: New Mexico State University Botanical Garden es un conglomerado de jardines botánicos, herbarios, y centros de investigaciones agrícolas asociados con la Universidad Estatal de Nuevo México en Nuevo México.

## Localización
La administración que coordina todas estas instituciones, se encuentra centralizada en :
New Mexico State University Botanical Garden Universidad de Nuevo México, Departement of Facility Planning, 1841 Lomas Blvd., NE Albuquerque Bernalillo county, Nuevo México NM 87131 United States of America-Estados Unidos de América
Planos y vistas satelitales.35°5′6″N 106°37′19″O / 35.08500, -106.62194

## Historia
El núcleo inicial de este conglomerado de centros, se formó cuando la "Universidad Estatal de Nuevo México" compró en 1906 una finca donde se ubicó el "Fabian García Science Center". 
Esta granja de 45 acres que está situada a dos millas del campus principal en Las Cruces. 
Las actividades de la granja incluían la enseñanza, la investigación, y el desarrollo en horticultura y agronomía.

## Componentes y actividades
Son de destacar los siguientes centros:
- "Fabian Garcia Research Center" - este centro consta de, jardín botánico, invernaderos, huerto con cultivos de plantas de interés alimenticio, investigaciones en campos de cultivo, diagramas de información.

- "Mora Research Center" - un Arboretum de pequeñas dimensiones, con unos 49 acres de plantaciones de árboles con riego, y varios invernaderos para investigación. Localizado en la Sierra de la Sangre de Cristo, aquí se desarrollan programas líderes en Nuevo México de genética aplicada a la silvicultura y viveros para conservación de especies.

- "Chile Pepper Institute Teaching and Demonstration Garden" - exhibe unas 150 variedades de plantas de chile de todas las principales especies de Capsicum, incluyendo Capsicum annuum, Capsicum baccatum, Capsicum chinense, y Capsicum frutescens.

- "Herbario de la Universidad Estatal de Nuevo México" (acrónimo NMC)— con unos 68,000 especímenes en su mayoría representativos de la flora de Nuevo México y el norte de México. Los últimos descubrimientos de la Flora de Nuevo México y del norte de México, y la sistemática de Nyctaginaceae, Astragalus, Boechera, y Quercus.

- "Range Science Herbarium" (acrónimo NMCR)- con unos 18,000 especímenes, hierbas resistentes de mediano tamaño, haciendo énfasis en la flora de Nuevo México, con un interés especial en Aristida y Bothriochloa del oeste de los Estados Unidos y del norte de México. También incluye una colección inicial de 170 musgos de Nuevo México.